# Netelia coreensis
Netelia coreensis là một loài tò vò trong họ Ichneumonidae.